# 卡纳泽伊
卡纳泽伊（義大利語：Canazei），是意大利特伦托自治省的一个市镇。总面积67平方公里，人口1866人，人口密度27.9人/平方公里（2009年）。ISTAT代码为022039。